# Lydia Lunch
Pour les articles homonymes, voir Lunch.

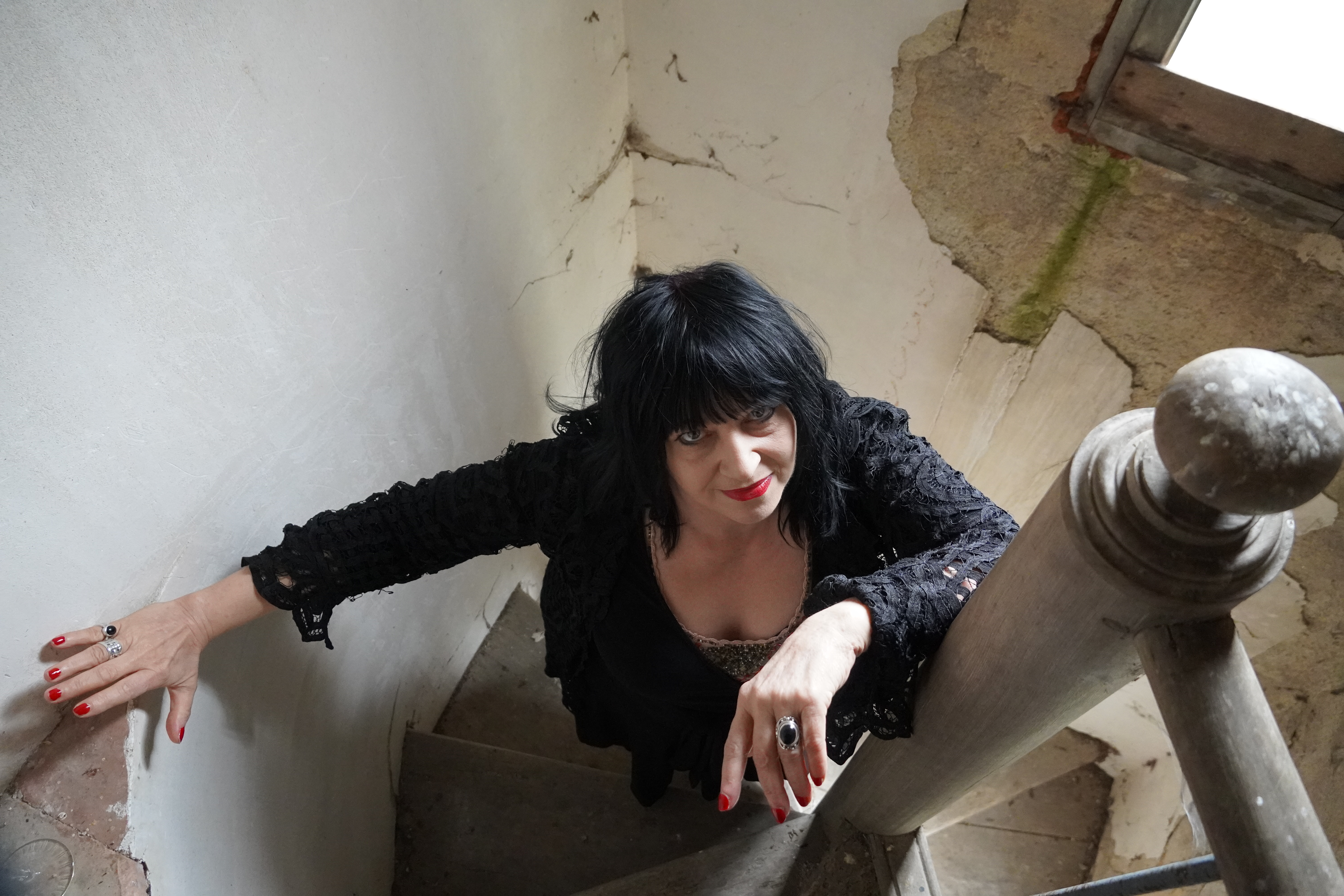
Lydia Lunch, avril 2019, France.

Lydia Lunch [ˈlɪdiə lʌnt͡ʃ ], nom d'artiste de Lydia Anne Koch (de son vrai nom complet), née le 2 juin 1959 à Rochester (États-Unis), est une chanteuse, poétesse, écrivaine et actrice américaine. Sa carrière musicale débute au sein du groupe Teenage Jesus and the Jerks sur l’album anthologique de Brian Eno paru en 1977 : No New York, considéré comme l'acte fondateur du mouvement no wave. Égérie du mouvement Underground et no wave new-yorkais, auteure de plus de trente albums, elle a également enregistré avec Sonic Youth et Nick Cave, a publié en collaboration avec Exene Cervenka l’album Rude Hieroglyphics et collabore avec Rowland S. Howard. Actrice du cinéma underground, elle a participé à de nombreux films. Lydia mène une carrière faite de nombreuses collaborations. Elle réside actuellement[Quand ?] à Brooklyn après 10 années passées à Barcelone.

## Biographie
Lydia Lunch a raconté son arrivée à New York et ses premières expériences dans son livre autobiographique Paradoxia, journal d'une prédatrice, dont elle assume dans ses interviews la crudité et la violence. Victime d’inceste, elle quitte à seize ans le foyer familial pour connaître la rue et les bas-fonds de New York : alcool, drogue et diverses expériences sexuelles.

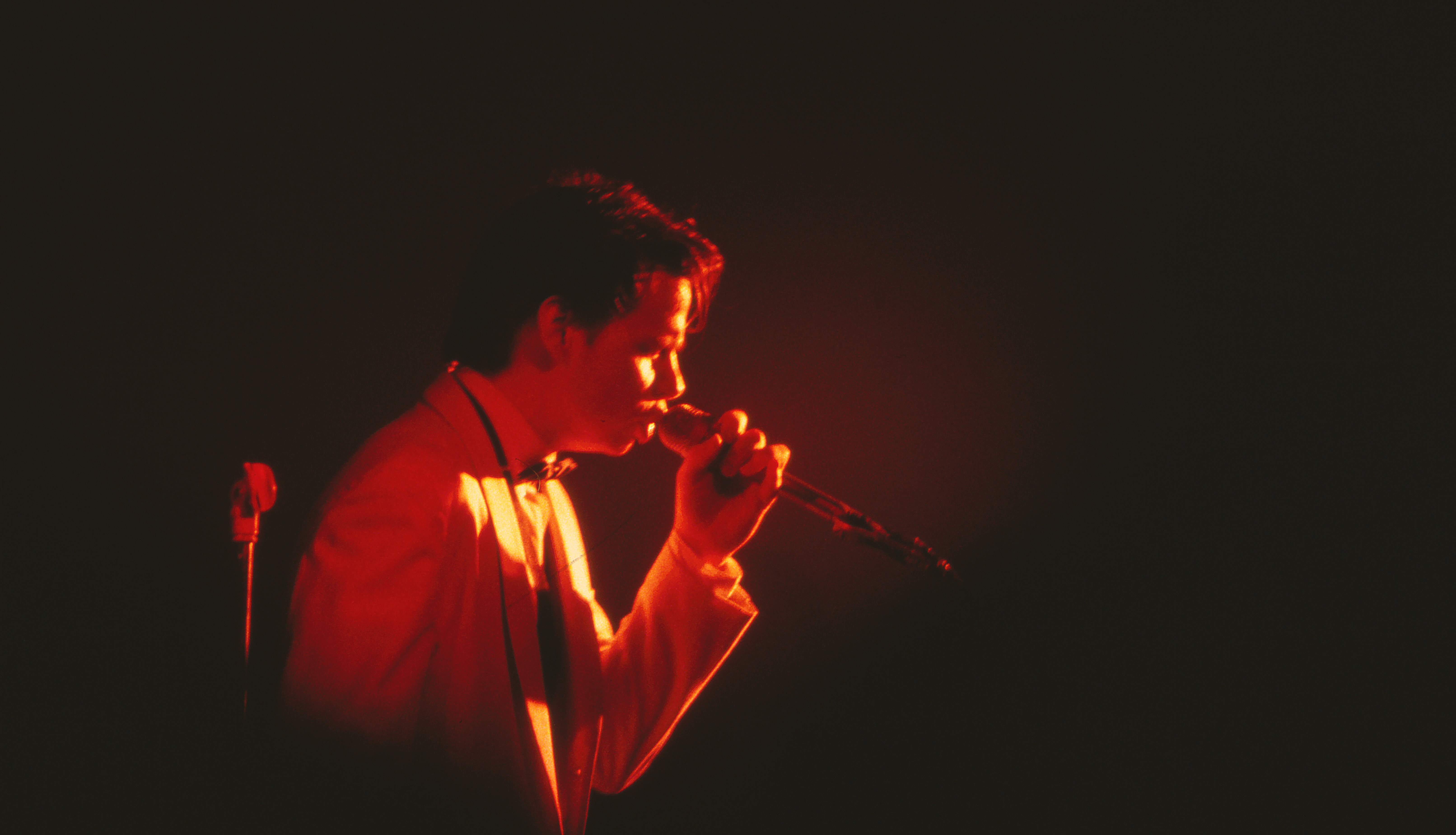
James Chance, ancien collaborateur de Lydia

C'est Willy DeVille qui lui donna son surnom, « Lunch » (repas, en anglais) car elle dérobait souvent de la nourriture pour l'offrir aux Dead Boys qui n'avaient pas un sou. Après s'être liée d'amitié avec Alan Vega et Martin Rev (fondateurs du groupe Suicide) au Max's Kansas City, elle a fondé l'éphémère mais influent groupe no wave Teenage Jesus and the Jerks, avec James Chance. Teenage Jesus and the Jerks de même que The Contortions, groupe fondé ultérieurement par James Chance, apparaissent tous deux sur la compilation no wave No New York, produite par Brian Eno. Lydia Lunch participa aussi à deux morceaux à l'album Off-White de James White and the Blacks (James White est un autre pseudonyme de James Chance). Novövision d'Yves Adrien évoque fréquemment la figure de Lydia Lunch et les quatre vers suivants, traduits par Y. Adrien dans la chanson The Closet de Teenage Jesus and the Jerks sur No New York, résument assez bien l'ambiance de cette période :
Après tout, qui a besoin d'un cerveau?

Qu'on me tire une balle dans les yeux

Qu'on me crève les yeux

Et l'on verra bien si j'en meurs...
Lunch joue dans deux films de Scott B and Beth B. Dans Black Box (1978) , elle est une dominatrice, et dans Vortex (1983) , elle joue le rôle d'une détective privée appelée Angel Powers. À cette époque, elle a aussi joué dans plusieurs films de Vivienne Dick, en particulier She Had Her Gun All Ready (1978) et Beauty Becomes The Beast (1979), avec Pat Place.
Au milieu des années 1980, elle a créé sa propre compagnie de disque, Widowspeak, sur laquelle elle a continué à enregistrer son propre matériel, qu'il s'agisse de musique ou de poésie orale (« spoken word »).
La carrière solo de Lydia Lunch a comporté de très nombreuses collaborations avec des musiciens tels que J. G. Thirlwell, Kim Gordon, Thurston Moore, Nick Cave, Marc Almond, Billy Ver Planck, Steven Severin, Robert Quine, Sadie Mae, Rowland S. Howard, Michael Gira, The Birthday Party, Einstürzende Neubauten, Sonic Youth, Oxbow, Die Haut, Omar Rodríguez-López, Black Sun Productions, ainsi que le groupe Français Sibyl Vane, qui a mis en musique un de ses poèmes. Elle a aussi été active dans le domaine du cinéma underground, en tant que scénariste, réalisatrice ou actrice, collaborant en particulier avec le cinéaste et photographe underground Richard Kern. Plus récemment, elle a produit des enregistrements et des spectacles de poésie orale, collaborant avec des artistes tels que Exene Cervenka, Henry Rollins, Juan Azulay, Don Bajema, Hubert Selby Jr., et Emilio Cubeiro, organisant entre autres une performance nocturne de poésie orale, The Unhappy hour, au Parlour Club. Elle est l'auteur de plusieurs livres et d'un comic book en partenariat avec Ted McKeever.
En novembre 2004, Lydia Lunch a sorti l'album studio Smoke in the Shadows sur Atavistic Records et Breakin Beats après six ans d'interruption de ses activités musicales. Nels Cline, le guitariste du groupe de rock alternatif Wilco, a participé à cet album. En 2009, Lydia Lunch a créé le groupe Big Sexy Noise. Elle en assure le chant, avec James Johnston (guitare), Terry Edwards (orgue, saxophone et guitare) et Ian White (batterie). Johnston et Edwards sont membres du groupe Gallon Drunk. Un premier EP homonyme de six titres est sorti en juin 2009 sur Sartorial Records. Cet EP comporte une reprise du morceau de Lou Reed Kill Your Sons ainsi que The Gospel Singer, un morceau coécrit avec Kim Gordon. En 2010, elle a enregistré avec Big Sexy Noise leur premier album, lui aussi homonyme et en 2011 le second, intitulé Trust The Witch. Pour accompagner ces deux sorties, Lydia Lunch et son groupe ont fait une tournée de concerts internationale.
En 2010, le Jeffrey Lee Pierce Sessions Project a sorti We Are Only Riders, le premier d'une série de trois albums comportant des travaux en cours inédits de Jeffrey Lee Pierce. L'album comporte des interprétations de morceaux de Pierce par des amis et des collaborateurs, dont Lydia Lunch. Celle-ci a aussi participé au deuxième album de la série, The Journey is Long, enregistré en avril 2012 et devrait aussi faire partie du quatrième et dernier album, The Task Has Overwhelmed Us, dont la sortie originellement prévue pour fin 2012 a été repoussée sine die.
En 2011, Lydia Lunch apparaît dans Mutantes (Féminisme Porno Punk), film réalisé par Virginie Despentes, auquel participent entre beaucoup d'autres Annie Sprinkle et Catherine Breillat.

## Discographie

### Teenage Jesus and the Jerks
- No New York, Teenage Jesus and the Jerks (compilation Antilles 1978)
- Babydoll b/w Freud In Flop, Teenage Jesus and the Jerks (7" / Lust/Unlust, 1979)
- Orphans b/w Less of Me, Teenage Jesus and the Jerks (7" / Migraine, 1979)
- Teenage Jesus and the Jerks, Teenage Jesus and the Jerks (LP / Migraine, 1979) [pressage original sur vinyle rose]
- Pink, Teenage Jesus and the Jerks (12" / Lust/Unlust, 1979)
- Pre-Teenage Jesus, Teenage Jesus and the Jerks (12" / ZE, 1979)
- Everything, Teenage Jesus and the Jerks (compilation CD / Atavistic, 1995)
- Shut Up and Bleed, Teenage Jesus and the Jerks and Beirut Slump (compilation CD / Atavistic, 2008)

### 8-Eyed Spy
- Diddy Wah Diddy b/w Dead Me You B-Side, 8-Eyed Spy (7" / Fetish, 1980)
- 8-Eyed Spy, 8-Eyed Spy (LP / Fetish, 1981)
- Live, 8-Eyed Spy (cassette / ROIR, 1981)
- Luncheone, 8-Eyed Spy (CD re-issue / Atavistic, 1995)

### Solo
- Queen of Siam, solo (LP / ZE, 1980)
- 13.13, solo (LP / Ruby Records, 1981; réimpression CD Widowspeak/Le Son du Maquis, 2011)
- Drunk on the Pope's Blood/The Agony Is the Ecstacy, solo (split 12" EP avec  The Birthday Party / 4AD, 1982)
- In Limbo, solo (12" EP / Widowspeak, 1984)
- Hysterie, compilation 1976-1986 (LP, 1986 / Widowspeak Records)
- Honeymoon in Red, solo (LP, 1987)
- Unearthly Delights, solo (7", 1992)
- Twisted, solo (7", 1992)
- No Excuse b/w A Short History of Decay, avec  Lee Ranaldo) (7" / Figurehead, 1997)
- Matrikamantra, solo (double CD, 1997)
- Widowspeak, solo best-of compilation (2CD / NMC, 1998)
- Smoke in the Shadows, solo (CD / Atavistic, 2004)
- Willing Victim (The audience as Whipping Boy), enregistré live au "Festival des Masochismus", Graz, Austria, June 21 2003  (DVD / Atavistic, 2004)
- Deviations on a theme (A retrospective of the artist's career), solo best-of compilation (double CD / Wildstar World & Provocateur media, 2006)
- Big Sexy Noise, avec James Johnston, Ian White (CD / Sartorial Records, 2009)
- Trust The Witch, avec  Big Sexy Noise (CD / Le Son Du Maquis, 2011)
- Retrovirus, Recorded live at the Knitting Factory, Brooklin, NY, Nov. 15 (2012) (CD / Widowspeak, 2013)
- Lydia Lunch & The Putan's Club[12] (2013)

### Harry Crews
- Naked In Garden Hills, Harry Crews (1987; re-issue Big Cat records, 1990)

### Collaborations

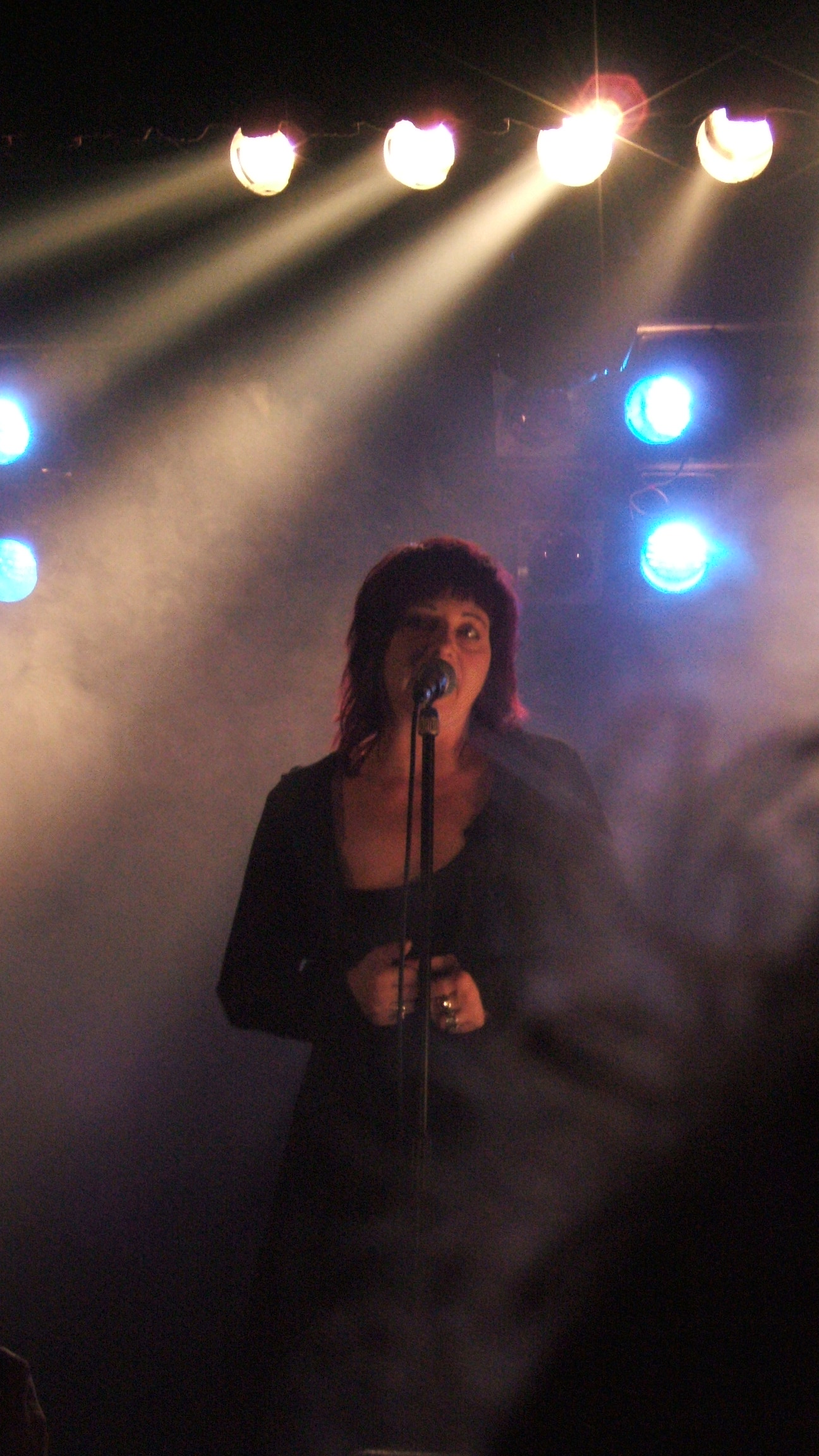
Lydia Lunch en 2005

- Some Velvet Morning, avec  Rowland S. Howard (12" EP / 4AD, 1982)
- The Drowning of Lucy Hamilton, avec  Lucy Hamilton aka China Berg of Mars (12" EP / Widowspeak, 1985)
- The Crumb, avec  Thurston Moore (12" EP / Widowspeak, 1987)
- Stinkfist, avec  Clint Ruin (12" EP, 1987)
- Don't Fear the Reaper, avec  Clint Ruin (12" EP, 1991)
- Shotgun Wedding, avec  Rowland S. Howard (CD, 1991)
- Transmutation + Shotgun Wedding Live in Siberia, avec  Rowland S. Howard (CD, 1994)
- The Desperate Ones, avec  Glyn Styler) (CD EP / Atavistic, 1997)
- Champagne, Cocaïne & Nicotine Stins, avec  Anubian Lights) (CD EP / Crippled Dick Hot Wax, 2002)
- Omar Rodriguez-Lopez & Lydia Lunch, avec  Omar Rodríguez-López (EP / Willie Anderson Recordings 2007)
- U Turn, avec  Minox (EP / Widowspeak & SuiteInc. 2008)
- Lydia Lunch & Philippe Petit – (In Comfort, Vinyle, 12", Picture Disc, cz007 Comfortzone, 2011)

### Participations
- Try Me b/w Staircase, Beirut Slump (7" / Lust/Unlust, 1979)
- Off White, James White and the Blacks (LP / ZE, 1979; sous le pseudonyme de Stella Rico)
- Der Karibische Western, Die Haut (12" EP, 1982)
- Thirsty Animal, Einstürzende Neubauten (12" EP, 1982)
- Boy-Girl, Sort Sol (7", 1983)
- Dagger & Guitar, sort Sol (LP, 1983)
- Death Valley '69, avec  Sonic Youth (7", 1984)
- A Dozen Dead Roses, No Trend (LP, 1985)
- Heart of Darkness, avec No Trend (10" EP / Widowspeak, 1985)
- Death Valley '69, avec Sonic Youth (12", 1986)
- King of the Jews, avec Oxbow (LP/CD, 1991)
- A Girl Doesn't Get Killed by a Make Believe Lover...'cuz its Hot!, avec  My Life with the Thrill Kill Kult (CDS, 1991)
- Head On, Die Haut (CD / Triple X, 1992)
- Sweat, Die Haut (CD / Triple X, 1992)
- Unhealthy, avec Lab Report (CD / Invisible Records, 1994)
- York (First Exit To Brooklyn), avec  The Foetus Symphony Orchestra (CD, 1997)
- Brooklyn Bank, avec  Here (CD / Invisible Records, 1998)
- OperettAmorale, avec  Black Sun Productions, compilation en hommage à Bertolt Brecht, avec une interpretation par Lydia Lunch de "The Ballad Of Sexual Dependency" (CD, Divine Frequency, 2005)
- The Impossibility of Silence, avec  Black Sun Productions (Double CD, Black Sun Productions, 2006)
- We Are Only Riders, The Jeffrey Lee Pierce Sessions Project (Compilation CD/ Double LP / Glitterhouse Records, 2010)
- The Journey Is Long, The Jeffrey Lee Pierce Sessions Project (Compilation CD/LP, Glitterhouse Records, 2012)
- The Task Has Overwhelmed Us, The Jeffrey Lee Pierce Sessions Project (Compilation CD/LP, Glitterhouse Records, prévu fin 2012 - écrit fin 2013)

## Poésie orale (Spoken word)
- Better An Old Demon Than A New God, Giorno Poetry Systems comp. avec entre autres William S. Burroughs, Psychic TV, Richard Hell (1984)
- The Uncensored, solo (1984)
- Hard Rock, solo (split cassette avec  Michael Gira / Ecstatic Peace, 1984)
- Oral Fixation, solo (12", 1988)
- Our Fathers who Aren't in Heaven, avec  Henry Rollins, Hubert Selby Jr. et Don Bajema (1990)
- Conspiracy of Women, solo (1990)
- South of Your Border, avec  Emilio Cubeiro (1991)
- POW, solo (1992)
- Crimes Against Nature, anthologie de spoken-word solo (Tripple X/Atavistic, 1994)
- Rude Hieroglyphics, avec  Exene Cervenka (Rykodisc, 1995)
- Universal Infiltrators, (Atavistic, 1996)
- The Devil's Racetrack (2000)
- Flood Stains, avec  Juan Azulay (2010)

## Filmographie

### Actrice
- She Had Her Gun All Ready: Réalisé par Vivienne Dick (1978)
- Guerillere Talks: Réalisé par Vivienne Dick (1978)
- Rome '78: Réalisé par James Nares (1978)[13]
- Black Box: Réalisé par Scott B and Beth B (1979)
- Beauty Becomes the Beast: Réalisé par Vivienne Dick (1979)
- The Offenders (1979–1980): Réalisé par Scott B and Beth B
- Liberty's Booty (1980)
- Subway Riders: Réalisé par Amos Poe (1981)
- The Wild World of Lydia Lunch: Réalisé par Nick Zedd (1983)
- Like Dawn to Dust: Réalisé par Vivienne Dick (1983)
- Vortex: Réalisé par Scott and Beth B (1983)
- Submit to Me: Réalisé par Richard Kern (1985)
- The Right Side of My Brain: Réalisé par Richard Kern (1985)
- Fingered: Réalisé par Richard Kern (1986)
- Hardcore Extended: Richard Kern (rassemble tous les films de R. Kern with L. Lunch) (DVD / Le Chat qui fume, 2008)
- Mondo New York (1987)
- Invisible Thread: Réalisé par Bob Balaban (1987)[14]
- Penn & Teller's BBQ Death Squad (198?)
- Penn & Teller's Cruel Tricks for Dear Friends (1990)
- Kiss Napoleon Goodbye: Réalisé par Babeth vanLoo (1990)
- The Road to God Knows Where: Réalisé par Uli M. Schüppel (1990)[15]
- Thanatopsis: Réalisé par Beth B (1991)
- Visiting Desire: Réalisé par Beth B (1996)[16]
- Power of the Word (1996)
- Le livre de Jérémie: Réalisé par Asia Argento (2004)[17]
- Kill Your Idols: Réalisé par Scott Crary, aussi connu comme S.A. Crary (2004)[18]
- Psychomentsrum (inédit)
- Godkiller: Walk Among Us (2010): Voice role
- Mutantes (Féminisme Porno Punk): Réalisé par Virginie Despentes (2011)[19]
- Autoluminescent: Réalisé par Richard Lowenstein (2011)
- Blank City: Réalisé par Celine Danhier (2012)[20]
- Lydia Lunch: The War is Never Over: Réalisé par Beth B (2019)[21]

### Scénariste
- The Right Side of My Brain (1985)
- Fingered (1986)

### Compositrice
- The Offenders (1980)
- Vortex (1983) (W/John Lurie, Adele Bertei, Pat Place, Beth B and Scott B)
- The Right Side of My Brain (1985)
- Goodbye 42nd Street (1986)
- Fingered (1986)
- I Pass for Human (2004)
- Flood stains (2010)

### Documentaires
- The Wild World of Lydia Lunch (1983)
- Penn & Teller's Cruel Tricks for Dear Friends (1987)
- Put More Blood into the Music (1987)
- The Gun is Loaded (1988–1989)
- The Road to God Knows Where (1990)
- Malicious Intent (1990)
- The Thunder (1992)
- Totem of the Depraved (1996)
- Paradoxia (1998)
- Lady Lazarus: Confronting Lydia Lunch (2000)
- Kiss My Grits: The Herstory of Women in Punk and Hard Rock (2001)
- DIY or Die: How to Survive as an Independent Artist (2002)
- Kill Your Idols (2004)
- Lydia Lunch, à corps perdu réalisé par Ludovic Cantais(2008)
- « Lydia Lunch, à corps perdu - Ludovic Cantais » [vidéo], sur YouTube (consulté le 18 juin 2023)

### Narratrice
- American Fame Part 1: Drowning River Phoenix, dir. Cam Archer (2004)
- American Fame Part 2: Forgetting Jonathan Brandis, dir. Cam Archer (2005)
- Wild Tigers I Have Known, (Scenes Deleted), dir. Cam Archer (2006)

## Pièces
(écrites, jouées, mises en scènes et produites avec Emilio Cubeiro)
- South of Your Border (1988)
- Smell of Guilt (1990)

## Livres
- AS-FIX-E-8 (1990 avec Mike Matthews)
- Bloodsucker (1992 avec Bob Fingerman)
- Incriminating Evidence Last Gasp, 1992
- Adulterers Anonymous Last Gasp, 1996
- Toxic Gumbo (1998 avec Ted McKeever)
- Paradoxia: A Predator's Diary Creation Books, 1999
- The Gun is Loaded Black Dog Publishing London UK, 2007
- Will Work for Drugs Akashic, 2009
- The Need to Feed: Recipes for Developing a Healthy Obsession with Deeply Satisfying Foods RCS MediaGroup Universe imprint, 2012

Traductions en français
- Lydia Lunch (trad. Charles Wolfe, préf. Hubert Selby Jr), Paradoxia, journal d'une prédatrice [« Paradoxia, a Predator’s Diary »], Paris, Éditions La Musardine, 1998, 166 p. (ISBN 978-2-84271-026-2)
- Lydia Lunch (trad. de l'anglais par Virginie Despentes, Wendy Delorme), Déséquilibres synthétiques [« Will Work for Drugs »], Vauvert, France, Éditions Au Diable Vauvert, 2010, 207 p. (ISBN 978-2-84626-233-0)